# Nina Winogradowa
Nina Ignatjewna Winogradowa z domu Martynienko (ros. Нина Игнатьевна Виноградова, ur. 21 października 1933 w Leningradzie) – radziecka lekkoatletka, wieloboistka, wicemistrzyni Europy z 1958 i była rekordzistka świata.
Zajęła 7. miejsce w pięcioboju na mistrzostwach Europy w 1954 w Bernie.
7 lipca 1955 w Leningradzie ustanowiła rekord świata w pięcioboju wynikiem 4747 punktów (według ówczesnej punktacji), odbierając go Aleksandrze Czudinie. Dwa miesiące później utraciła go na rzecz Czudiny (która uzyskała 4750 punktów), ale odzyskała go 12 sierpnia 1956 w Moskwie, kiedy to osiągnęła rezultat 1767 punktów. Rekord ten przetrwał do października 1957, kiedy to poprawiła go Galina Bystrowa.
Winogradowa zdobyła srebrny medal w pięcioboju na mistrzostwach Europy w 1958 w Sztokholmie, przegrywając jedynie z Galiną Bystrową.
Zajęła 2. miejsce w pięcioboju na Akademickich Mistrzostwach Świata  w 1954 w Budapeszcie i 3. miejsce w tej konkurencji na mistrzostwach rozgrywanych w ramach V Światowego Festiwalu Młodzieży i Studentów w 1955 w Warszawie.
Była mistrzynią ZSRR w biegu na 80 metrów przez płotki i w pięcioboju w 1956 oraz brązową medalistką w biegu na 80 metrów przez płotki w 1958. Oprócz rekordów świata w pięcioboju ustanowiła również rekord ZSRR w biegu na 80 metrów przez płotki czasem 10,7 s (14 sierpnia 1956 w Moskwie).